# Leave Her to Heaven
Leave Her to Heaven (bra: Amar Foi Minha Ruína; prt: Amar Foi a Minha Perdição) é um filme norte-americano de 1945, dos gêneros drama e noir, dirigido por John M. Stahl. Foi baseado no romance homônimo do escritor Ben Ames Williams, publicado em 1944. A história se trata de uma mulher fatal que ludibria seu marido e comete vários crimes motivados por seu ciúme doentio.
Estrelando Gene Tierney, que recebeu uma nomeação ao Oscar de melhor atriz por seu papel, o filme conquistou a maior receita do que qualquer outro trabalho da Fox na década de 1940, bem como o Oscar de melhor fotografia de 1946. 

## Sinopse
O filme inicia mostrando o romancista Richard Harland (Cornel Wilde) viajando de volta para sua casa, após cumprir dois anos na prisão. Em um flashback, que se passa por quase toda a duração do filme, Richard conhece a bela socialite Ellen Berent (Gene Tierney) em um trem. Ellen se apaixona por ele, sobretudo porque Richard lhe lembra fisicamente seu falecido pai, de quem ela era obsessivamente próxima. 

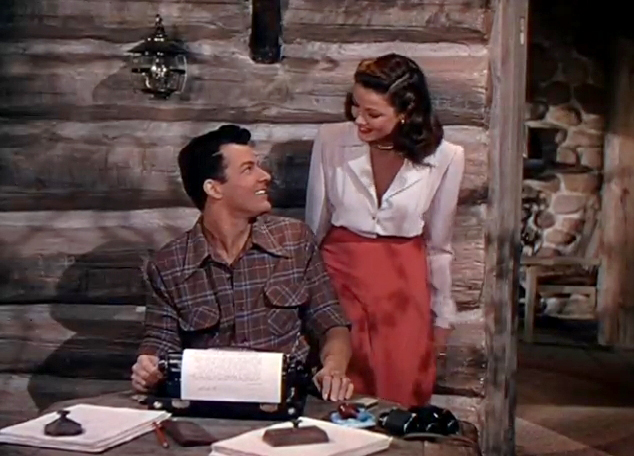
Wilde e Tierney em uma cena do filme.

Ellen já estava prometida para outro homem (Vincent Price), mas termina seu noivado com ele para rapidamente se casar com Richard, o qual à primeira vista ficou fascinado não apenas com a beleza de Ellen, mas com seu comportamento exótico e intenso. Gradualmente fica claro, porém, que Ellen possui um ciúme patológico de qualquer pessoa ou de qualquer coisa com que seu marido se importa.
Duas tragédias então ocorrem na vida de Richard: o "acidental" afogamento de seu querido irmão caçula, um deficiente físico, e a perda do bebê que esperava de Ellen, quando esta "caiu" da escada — na verdade, ela se jogou de propósito porque jamais quis engravidar. Richard logo começa a suspeitar que Ellen é diretamente responsável por essas duas mortes. 
Confrontada, ela admite o que fez e o porquê de seus atos. Quando seu marido a deixa, Ellen decide se matar com veneno, certa de que, ao fazer isso, ela incriminirá por aparente assassinato sua irmã adotiva Ruth (Jeanne Crain), uma mulher bondosa, da qual Richard gosta muito.  
O ex-noivo de Ellen é o promotor de justiça no julgamento de Ruth. Pressionada, ela confessa que realmente ama seu cunhado Richard, o que manteve em segredo até então. Richard testemunha sobre o caráter possessivo de Ellen e as mortes que ela provocou. No final, Ruth é inocentada, mas Richard é sentenciado a dois anos de prisão.
O flashback termina, e vemos Richard sendo recepcionado com um abraço amoroso de Ruth. 

## Significado do título
O título do filme se refere a uma citação de Hamlet, de William Shakespeare. No ato I, cena V, o Fantasma pede a Hamlet para que não se vingue da Rainha Gertrude, dizendo leave her to heaven, algo como "que o céu a julgue".

## Elenco

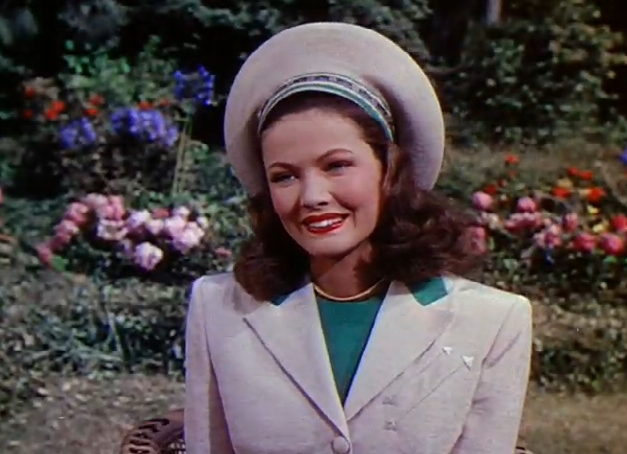
Gene Tierney como Ellen Berent.

- Gene Tierney, como Ellen Berent Harland
- Cornel Wilde, como Richard Harland
- Jeanne Crain, como Ruth Berent
- Vincent Price, como Russell Quinton
- Mary Philips, como a Sra. Berent
- Ray Collins, como Glen Robie
- Gene Lockhart, como o Dr. Saunders
- Reed Hadley, como o Dr. Mason
- Darryl Hickman, como Danny Harland
- Chill Wills, como Leick Thome
- Ruth Clifford, telefonista (não-creditada)

## Prêmios
- Óscar de Melhor Fotografia (1946);